# Merlin Fibreglass
Merlin Fibreglass Co. war ein australisches Unternehmen und Automobilhersteller.

## Unternehmensgeschichte
Das Unternehmen aus South Melbourne war im Bereich Fiberglas tätig. 1955 begann die Produktion von Automobilen und Kit Cars. Der Markenname lautete Merlin. Im gleichen Jahr endete die Automobilproduktion. Insgesamt wurden sechs Fahrzeuge sowie sechs Karosserien verkauft. In den 1960er Jahren entstanden Boote.

## Automobile
Das einzige Modell war ein Sportwagen. Das Fahrgestell aus Rohren hatte einen Radstand von 2337 mm. Der Motor stammte von Holden und erhielt zur Leistungssteigerung zwei Vergaser.  Die Fahrzeuge wogen 764 kg. Ungewöhnlich war die Lenkradschaltung für das Dreiganggetriebe.